# Jadów
Jadów ist eine polnische Stadt sowie Sitz der gleichnamigen Stadt-und-Land-Gemeinde (gmina miejsko-wiejska) im Powiat Wołomiński der Woiwodschaft Masowien. Zum 1. Januar 2023 erhielt Jadów seine 1823 verliehenen und 1870 entzogenen Stadtrechte wieder.

## Gemeinde
Zur Stadt-und-Land-Gemeinde Jadów gehören folgende Ortschaften mit einem Schulzenamt:
Adampol
Borki
Borzymy
Dębe Małe
Dębe Duże
Dzierżanów
Iły
Jadów
Kukawki
Letnisko Nowy Jadów
Myszadła
Nowinki
Nowy Jadów
Oble
Podbale
Podmyszadła
Sitne
Starowola
Strachów
Sulejów
Szewnica
Urle
Warmiaki
Wójty
Wólka Sulejowska
Wujówka
Wyglądały
Zawiszyn
Ein weiterer Ort der Gemeinde ist Wężówka.